# جيمس هيلير
جيمس هيلير (بالإنجليزية: James Hillier)‏ هو أكاديمي ومخترِع كندي وأمريكي، ولد في 22 أغسطس 1915 في برانتفورد في كندا، وتوفي في 15 يناير 2007 في برينستون في الولايات المتحدة.

## وصلات خارجية
- جيمس هيلير على موقع إن إن دي بي (الإنجليزية)